# Valentina Herszage
Valentina Herszage (Río de Janeiro, 11 de marzo de 1998) es una actriz brasileña que ganó amplia visibilidad en el cine brasileño e internacional al interpretar personajes importantes en las películas "Mate-me Por Favor", "Raquel 1:1" y "Aún estoy aquí".

## Carrera
Valentina participó del Nuevo Curso de Teatro de la Universidad Cândido Mendes, en Ipanema, Río de Janeiro, y de la Catsapá Escola de Musicais. De niña, el 2009, protagonizó el cortometraje infantil Direita É a Mão que Você Escreve (en español: "La derecha es la mano con que escribes") del director Paulo Santos, exhibido en el 2010 en la Muestra de Cine Infantil de Florianópolis.  En el 2015, participó de la película Por favor, mátame y recibió el Trofeo Redentor de actriz en la edición del 2015 del Festival do Rio. En el 2016, actuó en la pieza Jovem Estudante Procura (en español: "Joven estudiante busca"). 
En el 2017, protagonizó la novela de televisión Pega Pega de la Rede Globo como Bebeth Ribeiro.
En el 2019, interpreta a Hebe Camargo de joven en la miniserie Hebe de Globoplay compartiendo el papel con la actriz Andrea Beltrão. Ese mismo año, rodó el largometraje The Seven Sorrows of Mary, del director portugués Pedro Varela y, en noviembre, fue protagonista de la película Raquel 1:1, de Mariana Bastos, lanzado por SXSW en 2022. También participó en la película Homem Onça, de Vinicius Reis. En el teatro, Valentina integró el elenco del montaje brasileño de Lazarus, de David Bowie y Enda Walsh.
En 2020, rodó a distancia la película Álbum em Família, de Daniel Belmonte, sobre un grupo de actores que se reúnen virtualmente para representar una obra de Nelson Rodrigues. En 2022, rodó la serie Fim, basada en la novela de Fernanda Torres. Interpreta a la enfermera María Clara, que cuida de Ciro, interpretado por Fabio Assunção en su vejez.En agosto, grabó la película As Polacas, en el papel de la protagonista Rebeca, una mujer judía que huye de Polonia para comenzar una nueva y mejor vida en Brasil.  A finales de año, grabó la serie Suíte Magnólia para el Canal Brasil de Hamilton Vaz Pereira, en el papel de Nunki, una mujer que cree venir de otro planeta.  En junio de 2023, grabó la película Ainda Estou Aqui, de Walter Salles, interpretando a Vera Sílvia Facciolla Paiva, una de los cinco hijos de Eunice Paiva, símbolo de la lucha contra la dictadura, interpretada por Fernanda Torres.  Luego comenzó a grabar el remake de la telenovela Elas por Elas, interpretando a su primera villana, la malcriada Cris, hija de Lara, interpretada por Deborah Secco.

## Filmografía

### Televisión
| Año  | Título                    | Personaje                             |
| ---- | ------------------------- | ------------------------------------- |
| 2017 | Pega Pega                 | Elizabeth Castro Ribeiro (Bebeth)     |
| 2019 | Hebe                      | Hebe Camargo (joven)                  |
| 2021 | Quanto Mais Vida, Melhor! | Flávia Santana / Pink                 |
| 2023 | Elas por Elas             | Cristiane Furtado Lopes Pompeu (Cris) |
| 2023 | Fim                       | Maria Clara Barros                    |
| 2024 | Suíte Magnólia            | Nunky Mendes                          |

### Cine
| Año  | Título                           | Personaje                            | Notas        |
| ---- | -------------------------------- | ------------------------------------ | ------------ |
| 2009 | Direita É a Mão que Você Escreve | Carolina                             | Cortometraje |
| 2015 | Mate-Me Por Favor                | Bia                                  |              |
| 2021 | Homem Onça                       | Rosa                                 |              |
| 2021 | Álbum em Família                 | Heloísa                              |              |
| 2023 | Raquel 1:1                       | Raquel                               |              |
| 2023 | O Mensageiro                     | Vera                                 |              |
| 2024 | Vidro Fumê                       | Luana de Freitas                     |              |
| 2024 | As Polacas                       | Rebeca                               |              |
| 2024 | Ainda Estou Aqui                 | Vera Sílvia Facciolla Paiva (Veroca) |              |
| 2025 | A Batalha da Rua Maria Antônia   |                                      |              |

### Videoclips
| Año  | Canción    | Artista       |
| ---- | ---------- | ------------- |
| 2017 | "Me Adora" | César Lacerda |